# Grautskåla
Die Grautskåla (norwegisch für Breischüssel) ist ein Talkessel im ostantarktischen Königin-Maud-Land. Im Alexander-von-Humboldt-Gebirge liegt sie nördlich des Berges Altar.
Entdeckt und anhand von Luftaufnahmen kartiert wurde sie bei der Deutschen Antarktischen Expedition 1938/39 unter der Leitung des Polarforschers Alfred Ritscher. Eine neuerliche Kartierung und die Benennung nahmen Teilnehmer der Dritten Norwegischen Antarktisexpedition (1956–1960) vor.